# یواس‌اس کاهویلا (ای‌تی‌اف-۱۵۲)
یواس‌اس کاهویلا (ای‌تی‌اف-۱۵۲) (به انگلیسی: USS Cahuilla (ATF-152)) یک کشتی بود که طول آن ۲۰۵ فوت (۶۲ متر) بود. این کشتی در سال ۱۹۴۴ ساخته شد.